# Serrinha dos Pintos

Serrinha dos Pintos este un oraș în Rio Grande do Norte (RN), Brazilia.